# Вилхелм IV (Люксембург)
Вилхелм IV Александер фон Насау-Вайлбург (на немски: Wilhelm IV Alexander von Luxemburg und Nassau, Grossherzog von Luxemburg; * 22 април 1852, дворец Бибрих при Висбаден; † 25 февруари 1912, дворец Берг в Люксембург) от династията Насау-Вайлбург е херцог на Насау и 5. Велик херцог на Люксембург (1905 – 1912).

## Биография
Той е син на Адолф I фон Насау-Вайлбург (1817 – 1905), велик херцог на Люксембург, и втората му съпруга принцеса Аделхайд Мария фон Анхалт-Десау (1833 – 1916), дъщеря на принц Фридрих Август фон Анхалт-Десау и ландграфиня Мария Луиза Шарлота фон Хесен-Касел.
Вилхелм IV фон Насау-Вайлбург започва от 1866 г. военна кариера до 1888 г. Той наследява баща си на 17 ноември 1905 г. като Велик херцог на Люксембург. Той е тежко болен и през 1908 г. определя съпругата си Мария-Анна Португалска за щатхалтер на Великото херцогство и за регентка на 13 ноември 1908 г.
Вилхелм IV фон Насау-Вайлбург умира на 25 февруари 1912 г. в двореца Берг в Люксембург на 59 години. Той е погребан в княжеската гробница в дворцовата църква във Вайлбург.

## Фамилия
Вилхелм IV фон Насау-Вайлбург се жени на 21 юни 1893 г. в дворец Фишхорн, Цел ам Зее, Австрия, за инфанта Мария Анна Браганца Португалска (* 13 юли 1861, Бронбах ан дер Таубер, Германия; † 31 юли 1942, Ню Йорк Сити), дъщеря на крал Мигел I (1802 – 1866) и принцеса Аделхайд фон Льовенщайн-Вертхайм-Розенберг (1831 – 1909). Те имат шест дъщери:
- Мария Аделхайд Тереза Хилда Вилхелмина (* 14 юни 1894, дворец Берг; † 24 януари 1924, дворец Хоенбург при Ленггриз/Бавария), велика херцогиня на Люксембург (1912 – 1919), неомъжена
- Шарлота Аделгунда Елизабет Мария Вилхелмина (* 23 януари 1896, дворец Берг; † 9 юли 1985, дворец Фишбах), велика херцогиня на Люксембург (1919 – 1964, абдикира), омъжена на 6 ноември 1919 г. в Люксембург за принц Феликс Бурбон-Пармски (1893 – 1970), син на херцог Роберто I Бурбон-Пармски
- Хилда София Мария Аделхайд Вилхелмина (* 15 февруари 1897, дворец Берг; † 8 септември 1979, дворец Берг), омъжена на 29 октомври 1930 г. в дворец Берг за 10. княз Адолф Шварценберг (1890 – 1950), син на 9. княз Йохан Адолф фон Шварценберг

- Антония Роберта София Вилхелмина Люксембургска (* 7 октомври 1899, дворец Хоенбург, Бавария; † 31 юли 1954, Ленцерхайде), омъжена на 6 април 1921 г. в дворец Хоенбург за тронпринц Рупрехт Баварски (1869 – 1955)
- Елизабет Мария Вилхелмина (* 7 март 1901, Люксембург; † 2 август 1950, дворец Хоенберг), омъжена на 14 ноември 1922 г. в дворец Хоенбург за принц Лудвиг Филип фон Турн и Таксис (1901 – 1933), син на Алберт фон Турн и Таксис
- София Каролина Мария Вилхелмина (* 14 февруари 1902, дворец Берг; † 24 май 1941, Мюнхен), омъжена на 12 април 1921 г. в дворец Хоенбург, Ленггриз за принц Ернст Хайнрих Саксонски (1896 – 1971), син на крал Фридрих Август III